# Карл Еммануїл II
Карл Еммануїл II (італ. Carlo Emanuele II; 20 червня 1634 — 12 червня 1675) — герцог Савойський у 1638—1675 роках.

## Життєпис

### Регентство матері
Походив з Савойського дому. Молодший син Віктор Амадея I, герцога Савойського, та Христини де Бурбон. Народився 1634 року в замку Валентино в Турині. У 1638 році після смерті старшого брата Франциска Гіацинта успадкував трон. Через малий вік Карла Еммануїла II регентство залишилося в його матері.
Христина де Бурбон змушена була продовжувати профранцузьку політику, чим викликала невдоволення у братів померлого чоловіка — Мауріціо і Томазо Франциска Кариньянських, які були проіспанськими. Невдовзі після номінального оголошення Карла Еммануїла II герцогом його дядьки виступили з претензіями на Савойський трон, при цьому посилалися на власну старшість в роді. Події вилилися у повноцінну громадянську війну, яка тривала з 1639 по 1642 рік. За підтримки французьких військ регентка Христина де Бурбон змогла відстояти право свого сина на престол Савої.

### Панування
У 1648 році після досягнення повноліття вступив у повне управління державою, але фактично залишив вирішення багатьох справ матері. Сам поринув у задоволення.
У 1650 році видав едикт, яким було скасовано релігійні привілеї для вальденсів. В подальшому вівся наступ на останніх з метою змусити їх навернутися на католицтво. Останні можливо розраховували на підтримку кальвіністів Швейцарії. 1655 року за наказом герцога Савойського було знищено 2 тис. вальденсів. Після цього почалася їх міграція до Вюртембергу, де вони отримали привілеї. Інші вальденси перейшли до партизанської боротьби проти савойських загонів, що тривала до самої смерті Карла Еммануїла II.
У 1663 році після смерті матері звернувся до державних справ. Він покращив торгівлю, розвинувши порт Ніцци і наказавши прокласти дорогу через Альпи до Франції (отримала назву фр. Chemin des Grottes des Échelles — «Шлях до печерних сходів»). Герцог також реформував армію, яка до цього здебільшого складалася з найманців, — сформувавши 5 полків (П'ємонтський, Савойський, Монферратський, Салуццький та Гвардію) і кінноту, а також впровадив обмундирування. Водночас відновив напівзруйновані укріплення. також багато уваги приділяв розбудові міст, насамперед Турина, який зазнав значної реконструкції.
У 1660-х роках надсилав військову допомогу венеційцям під час Кандійської війни. Зберігав союз з Францією, підтримуючи короля Людовика XIV від час Деволюційної та Голландської війн. Зокрема надсилав війська та забезпечував вільний прохід альпійськими перевалами.
1672 року, розраховуючи на відволікання іспанських військ проти Франції, надсилав війська підкорити Генуезьку республіку. Втім після попереднього успіху савойці зазнали поразки від генуезців та іспанців, що прийшли останнім на допомогу. В результаті Карл Еммануїл II опинився в складній ситуації. 1673 року за посередництва Франції у місті Шато-де-Жермен-ан-Лає було укладено мир, який зафіксував статус-кво.
Помер Карл Еммануїл II 1675 року. Йому спадкував син Віктор-Амадей II.

## Родина
1 Дружина — Франсуаза Мадлена, донька Гастона, герцога Орлеанського
дітей не було
2 Дружина — Марія Джованна, донька Карла Амадея, герцога Немурського
Діти:
- Віктор Амадей (1666—1732), герцог Савойський, король Сицилії в 1713—1720 роках, король Сардинії в 1720—1732 роках
- 5 бастардів